# 美しいが貧しい娘たち
『美しいが貧しい娘たち』（うつくしいがまずしいむすめたち、イタリア語: Belle ma povere）は、1957年（昭和32年）製作・公開、ディーノ・リージ監督によるイタリアの映画である。イタリア式コメディの1作で、『貧しいが美しい男たち』に始まり、『貧しい富豪たち』と続くシリーズの第2作。

## 略歴・概要
本作は、1956年（昭和31年）に製作され、翌1957年1月1日に公開されたディーノ・リージ監督の『貧しいが美しい男たち』の続篇として、イタリアの映画会社ティタヌスが製作、ローマ市内でロケーション撮影を行って完成、同年12月20日、イタリア国内で公開された。
日本では、本作に関してはイタリア文化会館等での上映を除いては劇場公開されていない。時期は不明であるが、『美しいが貧しい娘達』のタイトルでテレビ放映されている。日本では、2010年9月現在、DVD等のビデオグラムも発売されていない。

## スタッフ・作品データ
- プロデューサー : シルヴィオ・クレメンテッリ
- 監督 : ディーノ・リージ
- 原作・脚本 : ディーノ・リージ、パスクァーレ・フェスタ・カンパニーレ、マッシモ・フランチオーザ
- 撮影 : トニーノ・デリ・コリ
- 美術 : ピエロ・フィリッポーネ （Piero Filippone）
- 編集 : マリオ・セランドレイ （Mario Serandrei）
- 音楽 : ピエロ・ピッチオーニ
- フォーマット : 白黒映画 - スタンダードサイズ（1.37:1） - モノラル録音

## キャスト
クレジット順
- マリーザ・アッラジオ （Marisa Allasio） - Giovanna
- マウリツィオ・アリーナ （Maurizio Arena） - Romolo
- レナート・サルヴァトーリ （Renato Salvatori） - Salvatore
- ロレッラ・デ・ルーカ （Lorella De Luca） - Marisa
- アレッサンドラ・パナーロ （Alessandra Panaro） - Anna Maria

- リッカルド・ガッローネ （Riccardo Garrone） - Franco
- マリーザ・カステッラーニ （Marisa Castellani）
- カルロ・ジュッフレ （Carlo Giuffrè） - Marisa の求婚者
- メンモ・カロテヌート （Memmo Carotenuto） - Sor Alvaro, トラムの運転士
- ニーノ・ヴィンジェッリ （Nino Vingelli） - 宝石店の店員
- ジルド・ボッチ （Gildo Bocci） - Sor Nerone
- リーナ・フェッリ （Lina Ferri） - Sora Cecilia
- セルジオ・カルディナレッティ （Sergio Cardinaletti）
- マウリツィオ・モンティチェッリ （Maurizio Monticelli）
- ロイ・チッコリーニ （Roy Ciccolini） - Romolo の友人
- ジョルジオ・ガンドス （Giorgio Gandos） - Adamo
- マリオ・メニコーニ （Mario Meniconi）
- ウゲット・ベルトゥッチ （Ughetto Bertucci） - Pulce
- ジャンカルロ・ザルファーティ （Giancarlo Zarfati） - Gigetto

## シリーズ
1. 貧しいが美しい男たち Poveri ma belli
2. 美しいが貧しい娘たち Belle ma povere
3. 貧しい富豪たち Poveri milionari

## 関連事項
- イタリア式コメディ

## 註
1. 1 2 3  Poor Girl, Pretty Girl, Internet Movie Database （英語）, 2010年9月13日閲覧。
2. 1 2  Belle Ma Povere, allmovie （英語）, 2010年9月13日閲覧。
3. 1 2 3 4  美しいが貧しい娘達、allcinema ONLINE, 2010年9月13日閲覧。
4. ↑  Poveri Ma Belli - オールムービー（英語）, 2010年9月13日閲覧。
5. ↑  ディーノ・リージ、キネマ旬報映画データベース、2010年9月13日閲覧。
6. ↑  ディノ・リージ、allcinema ONLINE, 2010年9月13日閲覧。